# Arthur Sard
Pour les articles homonymes, voir Sard.
Arthur Sard (28 juillet 1909 à New York - 31 août 1980 à Bâle) est un mathématicien américain, connu pour ses travaux en topologie différentielle et en approximation spline.
Il est passé à la postérité pour le Théorème de Sard qui énonce que l'ensemble des valeurs critiques d'une fonction suffisamment régulière est de mesure nulle.

## Biographie
Arthur Sard a grandi à New York où il a ensuite passé la plus grande partie de son existence. Il a été formé au Friends Seminary, une école privée de Manhattan, puis s'est inscrit à l'Université Harvard, où il obtenu une licence (1931), puis une maîtrise de mathématiques (1932). Sa thèse de doctorat portait sur The measure of the critical values of functions (1936). Il fut ensuite du nombre des premiers professeurs du tout nouveau Queens College, où il devait enseigner de 1937 à 1970.
Pendant la guerre, il rejoignit l’Applied Mathematics Group de l’université Columbia (AMG-C), qui menait des recherches mathématiques, surtout dans le domaine du guidage des mitrailleuses embarquées sur les bombardiers. Saunders Mac Lane écrivit à propos des contributions de Sard : « Ses avis judicieux ont maintenu le projet AMG-C sur les bons rails. »
Sard fut consacré professeur émérite du Queens College en 1970 ; il s'établit alors à La Jolla, un quartier de San Diego où il continua de travailler encore cinq années comme chercheur associé au département de mathématiques de l’Université de Californie à San Diego. En 1975, il se retira à Binningen près de Bâle et assura quelques cours dans diverses universités et instituts de recherche européens. En 1978-79, il était professeur invité de l’Université de Siegen, et en 1978 conférencier invité de l’Académie des sciences d’URSS.

## Œuvres
De 1938 à sa mort, Sard publia environ quarante articles de recherche dans des revues de renom. On lui doit aussi deux monographies : Linear Approximation (1963) et, en collaboration avec Sol Weintraub, A Book of Splines (1971). Pour reprendre les mots de la Deutsche Mathematiker-Vereinigung, le « copieux ouvrage Linear Approximation constitue une contribution essentielle à la théorie de l'approximation des fonctions, des intégrales, des dérivées et des séries. »
- Arthur Sard: Linear approximation. 2e éd. American Mathematical Society, Providence, Rhode Island 1963,  (ISBN 0-8218-1509-1) (Mathematical Surveys and Monographs. vol. 9).
- Arthur Sard, Sol Weintraub: A Book of Splines. John Wiley & Sons Inc, New York 1971, (ISBN 0-471-75415-3).